# 明桦街道
明桦街道，是中华人民共和国吉林省吉林市桦甸市下辖的一个乡镇级行政单位。

## 行政区划
明桦街道下辖以下地区：
爱华社区和永胜社区。